# Klasická fyzika
Klasická fyzika je označení pro starší fyzikální teorie, zejména ty popsané mezi koncem 17. a počátkem 20. století. Označení se používá v opozici k moderní fyzice, která zahrnuje dva ne zcela slučitelné obory, kvantovou fyziku a teorii relativity. V těchto oborech se používá pojem klasická fyzika v užším významu, v relativistickém pojetí fyzika založená na Galileiho principu relativity, v kvantové mechanice fyzika, která nepoužívá princip kvantování s výpočty pomocí Planckovy konstanty, tedy do takto pojaté klasické fyziky patří i teorie relativity.
Klasická fyzika selhává tam, kde se jedná o velmi vysoké energie, velmi malé rozměry významně nepřesahující rozměry atomu nebo při velmi vysokých rychlostech srovnatelných s rychlostí světla. Naopak nachází uplatnění v běžných podmínkách, protože umožňuje dané jevy popsat mnohem jednodušším způsobem a přitom je vzniklá nepřesnost zanedbatelná.

## Obory a vývoj
Do klasické fyziky patří zejména:
- Klasická mechanika – též Newtonovská mechanika, popis sil a pohybů na základě Newtonových pohybových zákonů (1687)
- Klasická elektrodynamika – zákony elektrického a magnetického pole popsané Maxwellovými rovnicemi (1873)
- Klasická termodynamika